# Volta ao Alentejo 2022
La Volta ao Alentejo 2022, trentanovesima edizione della corsa, valevole come prova del circuito UCI Europe Tour 2022 categoria 2.2, si è svolta in 5 tappe dal 16 al 20 marzo 2022 per un percorso totale di 724 km, con partenza da Vendas Novas ed arrivo ad Évora. La vittoria è stata appannaggio del venezuelano Orluis Aular, che ha completato il percorso in 16h42'07" precedendo lo spagnolo Xabier Azparren ed il portoghese José Neves.
Al traguardo di Évora 107 ciclisti, dei 130 partiti da Vendas Novas, hanno portato a termine la competizione.

## Tappe
| Tappa  | Data     | Percorso                                              | km    | Vincitore di tappa | Leader cl. generale |
| ------ | -------- | ----------------------------------------------------- | ----- | ------------------ | ------------------- |
| 1ª     | 16 marzo | Vendas Novas > Sines                                  | 176,7 | Orluis Aular       | Orluis Aular        |
| 2ª     | 17 marzo | Beja > Portel                                         | 187,7 | Xabier Azparren    | Xabier Azparren     |
| 3ª     | 18 marzo | Elvas > Ponte de Sor                                  | 179,3 | Leangel Linarez    | Orluis Aular        |
| 4ª     | 19 marzo | Castelo de Vide > Castelo de Vide (cron. individuale) | 8,4   | Orluis Aular       | Orluis Aular        |
| 5ª     | 20 marzo | Castelo de Vide > Évora                               | 171,9 | Juan José Lobato   | Orluis Aular        |
| Totale | Totale   | Totale                                                | 724   |                    |                     |

## Squadre partecipanti
| N.    | Cod. | Squadra                              |
| ----- | ---- | ------------------------------------ |
| 1-7   | GCT  | Glassdrive-Q8-Anicolor               |
| 11-16 | PRO  | ProTouch                             |
| 21-27 | BBH  | Burgos-BH                            |
| 31-37 | CJR  | Caja Rural-Seguros RGA               |
| 41-47 | EUS  | Euskaltel-Euskadi                    |
| 51-57 | W52  | W52-FC Porto                         |
| 61-67 | EHE  | Electro Híper Europa-Caldas          |
| 71-77 | EFP  | Efapel Cycling                       |
| 81-87 | ATM  | Atum General-Tavira-Maria Nova Hotel |
| 91-97 | RPB  | Rádio Popular-Paredes-Boavista       |

| N.      | Cod. | Squadra                          |
| ------- | ---- | -------------------------------- |
| 101-107 | ALL  | Aviludo-Louletano-Loulé Concelho |
| 111-117 | KSU  | Kelly Simoldes UDO               |
| 121-127 | TAV  | Tavfer-Mortágua-Ovos Matinados   |
| 131-137 | CDF  | ABTF-Feirense                    |
| 141-147 | LAA  | LA Alumínios-Credibom-Marcos Car |
| 151-157 | BSP  | BAI Sicasal Petro de Luanda      |
| 161-167 |      | Santa Maria da Feira             |
| 171-177 |      | JV Perfis Windmob                |
| 181-187 |      | Almodovar-Delta Cafes            |

## Dettagli delle tappe

### 1ª tappa
- 16 marzo: Vendas Novas > Sines – 176,7 km

Risultati
| Pos. | Corridore       | Squadra    | Tempo    |
| ---- | --------------- | ---------- | -------- |
| 1    | Orluis Aular    | Caja Rural | 4h05'56" |
| 2    | Iúri Leitão     | Caja Rural | s.t.     |
| 3    | Leangel Linares | Tavfer     | s.t.     |

| Pos. | Corridore      | Squadra      | Tempo    |
| ---- | -------------- | ------------ | -------- |
| 1    | Orluis Aular   | Caja Rural   | 4h05'46" |
| 2    | Iúri Leitão    | Caja Rural   | a 4"     |
| 3    | Rodrigo Caixas | LA Alumínios | s.t.     |

### 2ª tappa
- 17 marzo: Beja > Portel – 187,7 km

Risultati
| Pos. | Corridore       | Squadra    | Tempo    |
| ---- | --------------- | ---------- | -------- |
| 1    | Xabier Azparren | Euskaltel  | 4h29'23" |
| 2    | Tiago Machado   | Rádio Pop. | s.t.     |
| 3    | Orluis Aular    | Caja Rural | a 7"     |

| Pos. | Corridore       | Squadra    | Tempo    |
| ---- | --------------- | ---------- | -------- |
| 1    | Xabier Azparren | Euskaltel  | 8h35'07" |
| 2    | Orluis Aular    | Caja Rural | a 3"     |
| 3    | Tiago Machado   | Rádio Pop. | a 6"     |

### 3ª tappa
- 18 marzo: Elvas > Ponte de Sor – 179,3 km

Risultati
| Pos. | Corridore       | Squadra    | Tempo    |
| ---- | --------------- | ---------- | -------- |
| 1    | Leangel Linarez | Tavfer     | 3h58'33" |
| 2    | Orluis Aular    | Caja Rural | s.t.     |
| 3    | Daniel Freitas  | Rádio Pop. | s.t.     |

| Pos. | Corridore       | Squadra    | Tempo     |
| ---- | --------------- | ---------- | --------- |
| 1    | Orluis Aular    | Caja Rural | 12h33'37" |
| 2    | Xabier Azparren | Euskaltel  | a 3"      |
| 3    | Leangel Linarez | Tavfer     | a 8"      |

### 4ª tappa
- 19 marzo: Castelo de Vide > Castelo de Vide (cronometro individuale) – 8,4 km

Risultati
| Pos. | Corridore       | Squadra    | Tempo  |
| ---- | --------------- | ---------- | ------ |
| 1    | Orluis Aular    | Caja Rural | 12'39" |
| 2    | Xabier Azparren | Euskaltel  | a 2"   |
| 3    | José Neves      | W52        | s.t.   |

| Pos. | Corridore       | Squadra    | Tempo     |
| ---- | --------------- | ---------- | --------- |
| 1    | Orluis Aular    | Caja Rural | 12h46'16" |
| 2    | Xabier Azparren | Euskaltel  | a 5"      |
| 3    | José Neves      | W52        | a 24"     |

### 5ª tappa
- 20 marzo: Castelo de Vide > Évora – 171,9 km

Risultati
| Pos. | Corridore        | Squadra    | Tempo    |
| ---- | ---------------- | ---------- | -------- |
| 1    | Juan José Lobato | Euskaltel  | 3h55'50" |
| 2    | Daniel Freitas   | Rádio Pop. | a 1"     |
| 3    | João Matias      | Tavfer     | s.t.     |

| Pos. | Corridore       | Squadra    | Tempo     |
| ---- | --------------- | ---------- | --------- |
| 1    | Orluis Aular    | Caja Rural | 16h42'07" |
| 2    | Xabier Azparren | Euskaltel  | a 5"      |
| 3    | José Neves      | W52        | a 24"     |